# Dangerous (Roxette)
Dangerous is een nummer van de Zweedse popgroep Roxette, het is de 5e single van hun tweede album Look Sharp! uit oktober 1988. Dit wereldwijd succesvolle album bracht de hitsingles The Look, Dressed for succes en Listen to Your Heart voort.
Het nummer Dangerous is door Per Gessle geschreven vlak voor hun eerste tournee in 1989 en werd hun derde top 10-hit in de Billboard Hot 100. Het bereikte daar de nummer twee-positie in februari 1990.
In de Nederlandse Top 40 bereikte de single de 17e positie op 7 april 1990 en de 12e positie in de Single Top 100 op 14 april van dat jaar. In België kwam hij niet verder dan de 21e positie in de Ultratop 50. Verder bereikte het nummer de top 20 in landen als Duitsland, Zwitserland, Oostenrijk, Zweden, Australië en Nieuw-Zeeland.
De Cantopop zanger Alan Tam Wing-Lun heeft een vertaling gemaakt in het Kantonees en het Chinees, genaamd Laang Ngou Dik Fa Jong.

## Tracklist
- A1 Dangerous (7" Versie)
- B1 Surrender (Live) (Himmelstalundshallen Norrköping, 16 dec. 1988)

Info
- Tekst & Muziek - Per Gessle
- Producer - Clarence Öfferman

## Hitlijsten
Nederlandse Top 40
| Hitnotering: 10-03-1990 t/m 28-04-1990 | Hitnotering: 10-03-1990 t/m 28-04-1990 | Hitnotering: 10-03-1990 t/m 28-04-1990 | Hitnotering: 10-03-1990 t/m 28-04-1990 | Hitnotering: 10-03-1990 t/m 28-04-1990 | Hitnotering: 10-03-1990 t/m 28-04-1990 | Hitnotering: 10-03-1990 t/m 28-04-1990 | Hitnotering: 10-03-1990 t/m 28-04-1990 | Hitnotering: 10-03-1990 t/m 28-04-1990 | Hitnotering: 10-03-1990 t/m 28-04-1990 |
| Week:                                  | 1                                      | 2                                      | 3                                      | 4                                      | 5                                      | 6                                      | 7                                      | 8                                      | 9                                      |
| -------------------------------------- | -------------------------------------- | -------------------------------------- | -------------------------------------- | -------------------------------------- | -------------------------------------- | -------------------------------------- | -------------------------------------- | -------------------------------------- | -------------------------------------- |
| Positie:                               | 34                                     | 26                                     | 22                                     | 20                                     | 17                                     | 18                                     | 25                                     | 37                                     | uit                                    |

Single Top 100
| Hitnotering: 10-02-1990 t/m 10-05-1990 | Hitnotering: 10-02-1990 t/m 10-05-1990 | Hitnotering: 10-02-1990 t/m 10-05-1990 | Hitnotering: 10-02-1990 t/m 10-05-1990 | Hitnotering: 10-02-1990 t/m 10-05-1990 | Hitnotering: 10-02-1990 t/m 10-05-1990 | Hitnotering: 10-02-1990 t/m 10-05-1990 | Hitnotering: 10-02-1990 t/m 10-05-1990 | Hitnotering: 10-02-1990 t/m 10-05-1990 | Hitnotering: 10-02-1990 t/m 10-05-1990 | Hitnotering: 10-02-1990 t/m 10-05-1990 | Hitnotering: 10-02-1990 t/m 10-05-1990 | Hitnotering: 10-02-1990 t/m 10-05-1990 | Hitnotering: 10-02-1990 t/m 10-05-1990 | Hitnotering: 10-02-1990 t/m 10-05-1990 | Hitnotering: 10-02-1990 t/m 10-05-1990 |
| Week:                                  | 1                                      | 2                                      | 3                                      | 4                                      | 5                                      | 6                                      | 7                                      | 8                                      | 9                                      | 10                                     | 11                                     | 12                                     | 13                                     | 14                                     | 15                                     |
| -------------------------------------- | -------------------------------------- | -------------------------------------- | -------------------------------------- | -------------------------------------- | -------------------------------------- | -------------------------------------- | -------------------------------------- | -------------------------------------- | -------------------------------------- | -------------------------------------- | -------------------------------------- | -------------------------------------- | -------------------------------------- | -------------------------------------- | -------------------------------------- |
| Positie:                               | 93                                     | 73                                     | 62                                     | 50                                     | 38                                     | 27                                     | 21                                     | 14                                     | 13                                     | 12                                     | 22                                     | 45                                     | 66                                     | 89                                     | uit                                    |

Ultratop 50 Singles (Vlaanderen)
| Hitnotering: 24-02-1990 t/m 12-05-1990 | Hitnotering: 24-02-1990 t/m 12-05-1990 | Hitnotering: 24-02-1990 t/m 12-05-1990 | Hitnotering: 24-02-1990 t/m 12-05-1990 | Hitnotering: 24-02-1990 t/m 12-05-1990 | Hitnotering: 24-02-1990 t/m 12-05-1990 | Hitnotering: 24-02-1990 t/m 12-05-1990 | Hitnotering: 24-02-1990 t/m 12-05-1990 | Hitnotering: 24-02-1990 t/m 12-05-1990 | Hitnotering: 24-02-1990 t/m 12-05-1990 | Hitnotering: 24-02-1990 t/m 12-05-1990 | Hitnotering: 24-02-1990 t/m 12-05-1990 | Hitnotering: 24-02-1990 t/m 12-05-1990 | Hitnotering: 24-02-1990 t/m 12-05-1990 |
| Week:                                  | 1                                      | 2                                      | 3                                      | 4                                      | 5                                      | 6                                      | 7                                      | 8                                      | 9                                      | 10                                     | 11                                     | 12                                     | 13                                     |
| -------------------------------------- | -------------------------------------- | -------------------------------------- | -------------------------------------- | -------------------------------------- | -------------------------------------- | -------------------------------------- | -------------------------------------- | -------------------------------------- | -------------------------------------- | -------------------------------------- | -------------------------------------- | -------------------------------------- | -------------------------------------- |
| Positie:                               | 34                                     | 33                                     | 33                                     | 30                                     | 44                                     | 41                                     | 33                                     | 21                                     | 21                                     | 26                                     | 43                                     | 46                                     | uit                                    |